# Philometra cephalus
Philometra cephalus är en rundmaskart. Philometra cephalus ingår i släktet Philometra och familjen Philometridae. Inga underarter finns listade i Catalogue of Life.